# برج کوچک
برج کوچک (به انگلیسی: Tiny Tower) یک بازی رایگان است که توسط شرکت NimbleBit برای دستگاه‌های اپل با سیستم عامل iOS ۳ به بالا و اندروید توسعه داده شده‌است. اولین نگارش این بازی در ۲۳ ژانویه سال ۲۰۱۱ منتشر شد.
هدف این بازی ساختن برجی است که دارای طبقات مسکونی و تجاری باشد. شما در این بازی باید با ساختن طبقات مسکونی، شهروندانی به ساختمان خود اضافه کنید که به آنها Bitizen می‌گویند و با ساختن طبقات تجاری به آنها شغل دهید و درآمد برای ساختمان داشته باشید و با سکه‌هایی که جمع می‌کنید طبفات جدید بسازید یا قبلی‌ها را ارتقا دهید.
واحد پولی در این بازی علاوه بر سکه،tower bux هم می‌باشد.